# Ochrostigma clara
Ochrostigma clara är en fjärilsart som beskrevs av Barend J. Lempke 1959. Ochrostigma clara ingår i släktet Ochrostigma och familjen tandspinnare. Inga underarter finns listade i Catalogue of Life.